# Gyrocotylidea
Die Gyrocotylidea sind eine Ordnung innerhalb der Monozoischen Bandwürmer. Wie alle Bandwürmer leben sie als Endoparasiten in anderen Tieren, wobei sie sich auf die Seekatzen (Holocephalii) als Endwirte und wahrscheinlich Krebstiere als Zwischenwirte spezialisiert haben. Sie besitzen, anders als Echte Bandwürmer, keine Pseudosegmentierung in Proglottiden und haben nur ein Paar Geschlechtsorgane.
Bislang sind etwa zehn Arten dieses Taxons bekannt.

## Merkmale
Die Gyrocotylidea erreichen Körperlängen von 2 bis 20 cm. Anatomisch zeichnen sie sich durch die besondere Struktur ihres der Anheftung im Wirt dienenden Rosettenorganes aus. Dies ist am Hinterende der Tiere ausgebildet und besteht aus lappenartigen Fortsätzen, mit denen sich die Tiere im Spiraldarm ihrer Wirte festhaften. Das Vorderende besitzt eine deutliche und vollständig mit der Neodermis ausgekleidete Einsenkung, die Körperseiten bestehen aus lappigen Säumen.
Anders als die Echten Bandwürmer haben diese Tiere als Monozoische Bandwürmer nur eine Garnitur von Genitalorganen, sie weisen also keine Pseudosegmentierung in Proglottiden auf.
Wie alle Bandwürmer gehören auch die Gyrocotylidea zu den Neodermata und weisen entsprechend eine Neodermis auf, eine „sekundäre Körperbedeckung“, die aus Zellen mesodermalen Ursprungs besteht und die ursprüngliche Epidermis ersetzt. Diese ist wie bei allen Bandwürmerjn mit Mikrovilli besetzt, die sich in ihrer Form und vor allem durch das Fehlen einer elektronendichten Spitze von denen der Echten Bandwürmer unterscheidet. Zudem unterscheidet sich der Mikrovilli-Saum in den unterschiedlichen Körperabschnitten und die Neodermis ist mit Stacheln unbekannter Funktion ausgestattet.
Das Zentralnervensystem der Gyrocotylidea besteht aus einem Gehirn sowie einem größeren Ganglion, dass das Rosettenorgan innerviert, sowie zwei Hauptnerven. Besonders am Vorderende und im Rosettenorgan existieren zahlreiche Sinneszellen. Zur Exkretion besitzen die Tiere Protonephridien, die sich von denen der Echten Bandwürmer und der Amphilinidea durch den Besitz so genannter nichtterminaler Treibwimpernflammen im Nephridialkanal unterscheiden. Die Exkretion selbst erfolgt durch paarige Nephropori in der vorderen Körperhälfte.

## Fortpflanzung
Die Gyrocotylidea sind Zwitter und besitzen entsprechend sowohl männliche wie weibliche Geschlechtsorgane. Die Hoden sind als Hodenfollikel in vorderen Körperabschnitt lokalisiert, während die Vittelarfollikel an den Körperseiten liegen. Von hier werden die Dotterzellen (Vitellocyten) über bewimperte Kanäle, die Vitellodukte, zum Ootyp transportiert. Hierher gelangen auch die im Germarium gebildeten und befruchteten Eier, die zusammengesetzt und dann zu tausenden im Uterus in der vorderen Körperhälfte gespeichert und in den Darm des Wirtes abgegeben werden.
Über den Kot der Seekatzen gelangen die Eier in das freie Wasser, wo eine freischwebende Lycophora-Larve schlüpft. Diese ist etwa 100 μm lang und besitzt zehn Paare gleichförmiger Haken, 4 Drüsen und gut ausgebildete Fotorezeptoren.

## Lebensweise
Die genaue Lebensweise der Tiere ist unbekannt. Die ausgewachsenen Würmer leben im Darm von Seekatzen, ihre Larven wahrscheinlich in verschiedenen Krebstieren.

## Belege
1. 1 2 3 4 5 6 7 8  
Willi Xylander: Neodermata. In: W. Westheide, R. Rieger (Hrsg.): Spezielle Zoologie. Teil 1: Einzeller und Wirbellose Tiere. Gustav Fischer Verlag, Stuttgart / Jena 1996, ISBN 3-437-20515-3, S. 249.